# رآکتور محصورسازی‌شده مغناطیسی

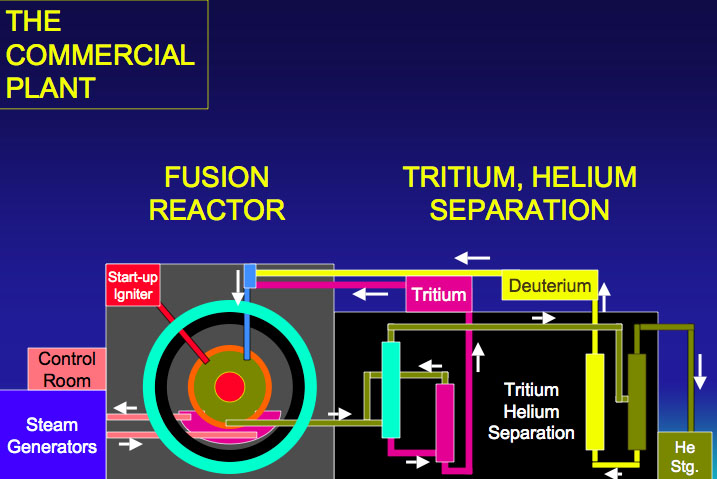
طرح یک نیروگاه همجوشی مغناطیسی

نیروگاه هم‌جوشی مغناطیسی (به انگلیسی: Magnetic fusion power plant) یا راکتورهای MCF نوعی رآکتور هسته‌ای در نیروگاه‌های هسته‌ای در جهان است  که بجای شکافت متداول، از محصورسازی مغناطیسی در همجوشی هسته‌ای استفاده می‌کنند.
تمام این راکتورها در مرحله آزمایشی قرار دارند، اما پیشرفته‌ترین نمونه ساخته شده در سال‌های اخیر را می‌توان توکاماک JET در انگلستان و توکاماک TFTR در پرینستون را نام برد.
بزرگترین پروژهٔ ساخت یک نیروگاه آزمایشی محصورسازی مغناطیسی هم‌اکنون در حال پیاده شدن است. این پروژه ITER نام دارد.

## طرح‌های متفاوت
به غیر از توکاماک که متداولترین نوع این راکتورها است، روشهای دیگری نیز طراحی و در حال آزمایشند:
- RFP
- استلراتور
- NSTX (طرح راکتور چنبره کروی)
- اسفروماک